# Lars Mousing
Lars Mousing Nielsen (født d. 4. marts 1992) er en dansk håndboldspiller som spiller i Skanderborg Aarhus Håndbold i Herrehåndboldligaen. Han kom til klubben i 2015. Han har tidligere optrådt for Ajax København, Nordsjælland Håndbold, Skanderborg Håndbold og TTH Holstebro.